# Gang of Four
|  | Ikke at forveksle med Firebanden |
Gang of Four er en britisk post punk-gruppe fra Leeds dannet i 1976. Historien om Gang of Four starter i 1974-75 i Sevenoaks, Kent, hvor Andy Gill (guitar) og Jon King (vokal) dannede bandet The Bourgeois Brothers.
The Bourgeois Brothers blev til Gang of Four, da Gill og King med et års mellemrum blev optaget på University of Leeds, hvor de studerede Fine Arts og mødte Hugo Burnham (trommer) og Dave Allen (bas). The Gang of Four var nogenlunde samtidige med andre Leeds-navne som The Mekons, Scritti Politti, Fad Gadget og et par år forud for Soft Cell og The Sisters of Mercy. De spillede deres første koncert som opvarmningsnavn for The Buzzcocks i november 1977 og skrev året efter kontrakt med det lille selskab DIY-label Fast Products fra Edinburg. Her blev de kolleger med navne som The Human League og The Mekons.
Året efter skrev de kontrakt med EMI, der i oktober 1979 udsendte gruppens debutalbum Entertainment!. Med sin stramme, hakkende punk-funk blev pladen en stor kritikersucces. På toeren, 'Solid Gold', som udkom i 1981 forsøgte gruppen at tilpasse sig en lidt mere publikumsvenlig lyd.
På den efterfølgende USA-turné forlod Dave Allen gruppen pga. kokain-problemer. Allen, der siden dannede gruppen Shriekback, blev afløst af Sara Lee, som medvirkede på de mere polerede Songs of the Free (1982) og Hard (1983).
I 1983 blev Burnham fyret og året efter gik gruppen i opløsning. Den blev dog gendannet 1991 af King og Gill, der i 90'erne indspillede to elektronisk-orienterede album under navnet Gang of Four.
Gill har de sidste mange år ernæret sig som producer, bl.a. for Red Hot Chili Peppers og han stod også bag INXS-sangeren Michael Hutchence's posthumt udsendte solo-album.
Såvel King som Allen er i dag ansat i IT-branchen. Allen bor i Portland, Orgeon. Burnham, der bl.a. har spillet trommer for Samatha Fox og fungeret som A&R-mand i pladebranchen, er også flyttet til USA, hvor han nu underviser i Boston.

## Diskografi

### Albums
- 1979: Entertainment!
- 1981: Solid Gold
- 1982: Songs of the Free
- 1983: Hard
- 1984: At the Palace, live album
- 1991: Mall
- 1995: Shrinkwrapped
- 2005: Return the Gift
- 2011: Content
- 2015: What Happens Next